# Balocha lucida
Balocha lucida är en insektsart som beskrevs av Maldonado-capriles 1961. Balocha lucida ingår i släktet Balocha och familjen dvärgstritar. Inga underarter finns listade i Catalogue of Life.